# نخودکوه
نخودکوهکوهی با ارتفاع ۲۵۷۰ متر در ۱۵ کیلومتری شهر هفت چشمه مرکز منطقه عشایری کاکاوند واقع گردیده‌است.
نخود کوه رشته کوهی است که دنباله کوه گرین به سمت شمال غربی است. این کوهستان حد فاصل طبیعی دو ایل کاکاوند و خزل است همچنین مرز تقسیمات کشوری استان لرستان و کرمانشاه در شهرستانهای کنگاور و دلفان است. همچنین غنی از گونه‌های گیاهی خوراکی و طبی و مامن گونه در حال انقراض خرس زاگرس است. در گذشته نه چندان دور انواع قوچ و میش وحشی همچنین پلنگ و گرگ خاکستری در این ناحیه وجود داشتند که متأسفانه اکنون اثری از این گونه‌های جانوری نیست.

## وجه تسمیه
حسب القول ریش سفیدان محل دلیل نامگذاری این محل به نخود کوه رویش نوعی نخود وحشی و سیاه رنگ در ازمنه قدیم می‌باشد که در زبان محلی به نخود نُوخَه و به محل رویش آن نُوخِین گفته می‌شود. نخود کوه شکل فارسی و رسمی آن است.

## بحث
رده
1. ↑  «نسخه آرشیو شده». بایگانی‌شده از اصلی در ۲۷ دسامبر ۲۰۱۴. دریافت‌شده در ۱۳ ژانویه ۲۰۱۵.
2. ↑  http://www.irna.ir/fa/News/81332042